# 巴伯斯維爾 (印第安納州)
巴伯斯維爾（英語：Barbersville）是位於美國印第安納州傑佛遜縣的一個非建制地區。該地的面積和人口皆未知。